# Condylostylus beckeri
Condylostylus beckeri är en tvåvingeart som beskrevs av Speiser 1920. Condylostylus beckeri ingår i släktet Condylostylus och familjen styltflugor. Inga underarter finns listade i Catalogue of Life.